# عبد الجليل المرهون
عبد الجليل زيد المرهون (1962) كاتب بحريني مختص بالشؤون الإقليمية الخليجية ومساهم في عدد مراكز الأبحاث العربية.
الأستاذ عبد الجليل كاتب في صحيفة الرياض التي تصدر في العاصمة السعودية.